# Ron Hayman
Ronald „Ron“ Hayman (* 31. August 1954 in Campsie Glen (East Dunbartonshire), Schottland) ist ein ehemaliger kanadischer Radrennfahrer und nationaler Meister im Radsport.

## Sportliche Laufbahn
Hayman war im Straßenradsport und im Bahnradsport aktiv. Er war siebenmaliger kanadischer Meister auf der Straße und der Bahn. 1979 siegte er in der Irland-Rundfahrt. Von 1979 bis 1985 war er Berufsfahrer. 1980 gewann er die Gesamtwertung des Etappenrennens Cascade Cycling Classic. 1977 und 1979 siegte er in der nationalen Meisterschaft im Straßenrennen. Etappensiege holte Hayman 1982 im Coors Classic und 1983 in der Tour of the Americas. Hayman war Teilnehmer der Olympischen Sommerspiele 1972 in München und 1976 in Montreal. In München startete er in der Einerverfolgung und in der Mannschaftsverfolgung, in Montreal in der Mannschaftsverfolgung. Hayman wurde später kanadischer Nationaltrainer.